# سیارک ۱۸۲۳۷
سیارک ۱۸۲۳۷ (به انگلیسی: 18237 Kenfreeman، نامگذاری:1182T-2) هجده هزار و دویست و سی و هفتمین سیارک کشف شده‌است که در ۲۹ سپتامبر ۱۹۷۳ کشف شد.
قدر مطلق سیارک برابر ۱۵٫۷ است.